# 2024年国际象棋世界冠军赛
2024年国际象棋世界冠军赛于2024年11月25日至12月13日在新加坡舉辦 ，對陣雙方分別是2023年国际象棋世界冠军赛的冠軍丁立人与挑戰者多曼拉朱·古凯什，勝者將成為新一屆的世界国际象棋冠军。比赛采用14局制，若打平則加赛決勝。 
最终，多曼拉朱·古凯什以7.5:6.5战胜卫冕冠军丁立人，成为第18位国际象棋世界冠军，同时也是最年轻的世界冠军。

## 比赛

### 规则
2024年国际象棋世界冠军赛包含14局慢棋。每局比赛双方前40步各有120分钟时间，之后双方各加30分钟，且此后每步加30秒。在14局慢棋赛中先得到7.5分的棋手获得比赛胜利。
如果双方在14局慢棋赛中战成7比7平，则将举行4局快棋加赛。每局快棋赛双方各有15分钟，并且从第1步起每步加10秒。四局中得到至少2.5分者为比赛胜者。
如双方仍战成平局，则将由另一组更短时限的快棋加赛决定比赛胜负,即进行两局双方10分钟，每步加5秒的比赛。两局中得到至少1.5分者为比赛胜者。
如果上述快棋加赛仍然不能决定比赛胜负，则由一组超快棋加赛决定比赛胜负,即进行两局双方3分钟，每步加2秒的比赛。两局中得到至少1.5分者为比赛胜者。
如果超快棋加赛仍然不能决定比赛胜负，则双方将进行一次一局的超快棋加赛，时限为双方3分钟，每步加2秒。获胜一方成为比赛胜者。如果战成和棋，则双方交换棋子颜色并继续进行相同时限的比赛，直到分出胜负为止。
双方在黑棋第40步下完之前不能提议和局。在第40步之前，只有三次重复局面和棋以及逼和才是有效的和棋方式。

### 结果
|                         | 等级分 | 慢棋 | 慢棋 | 慢棋 | 慢棋 | 慢棋 | 慢棋 | 慢棋 | 慢棋 | 慢棋 | 慢棋 | 慢棋 | 慢棋 | 慢棋 | 慢棋 | 得分 |
| 1                       | 等级分 | 2    | 3    | 4    | 5    | 6    | 7    | 8    | 9    | 10   | 11   | 12   | 13   | 14   |      | 得分 |
| ----------------------- | ------ | ---- | ---- | ---- | ---- | ---- | ---- | ---- | ---- | ---- | ---- | ---- | ---- | ---- | ---- | ---- |
| 多曼拉朱·古凯什（印度） | 2783   | 0    | ½    | 1    | ½    | ½    | ½    | ½    | ½    | ½    | ½    | 1    | 0    | ½    | 1    | 7½   |
| 丁立人（中国）          | 2728   | 1    | ½    | 0    | ½    | ½    | ½    | ½    | ½    | ½    | ½    | 0    | 1    | ½    | 0    | 6½   |